# Municipio de Vernon (condado de Kidder)
El municipio de Vernon (en inglés: Vernon Township) es un municipio ubicado en el condado de Kidder en el estado estadounidense de Dakota del Norte. En el año 2010 tenía una población de 26 habitantes y una densidad poblacional de 0,28 personas por km².

## Geografía
El municipio de Vernon se encuentra ubicado en las coordenadas 46°56′7″N 99°44′34″O / 46.93528, -99.74278. Según la Oficina del Censo de los Estados Unidos, el municipio tiene una superficie total de 93.33 km², de la cual 77,66 km² corresponden a tierra firme y (16,79 %) 15,67 km² es agua.

## Demografía
Según el censo de 2010, había 26 personas residiendo en el municipio de Vernon. La densidad de población era de 0,28 hab./km². De los 26 habitantes, el municipio de Vernon estaba compuesto por el 100 % blancos. Del total de la población el 0 % eran hispanos o latinos de cualquier raza.